# Municipio de Chapab
El municipio de Chapab es uno de los 106 municipios que constituyen el estado mexicano de Yucatán. Se encuentra localizado al oeste del estado y aproximadamente a 37 kilómetros al sur de la ciudad de Mérida. Cuenta con una extensión territorial de 168.62 km². Según el II Conteo de Población y Vivienda de 2005, el municipio tiene 2,922 habitantes, de los cuales 1,481 son hombres y 1,441 son mujeres. En idioma maya el nombre significa «Lugar de Agua Grasosa».

## Descripción geográfica

### Ubicación
Chapab se localiza al este del estado entre las coordenadas geográficas 20º 26’ y 30° 33’ de latitud norte, y 89° 26’ y 89° 33’ de longitud oeste; a una altitud promedio de 27 metros sobre el nivel del mar.
El municipio colinda al norte con los municipios de Tecoh; al sur con Ticul y Dzan; al este con Mama y al oeste con Sacalum. 
Pertenece el municipio a la denominada zona henequenera de Yucatán.

### Orografía e hidrografía
En general posee una orografía plana, no posee zonas accidentadas de relevancia; sus suelos se componen de rocas escarpadas, su uso es ganadero, forestal y agrícola. El municipio pertenece a la región hidrológica Yucatán Norte. Sus recursos hidrológicos son proporcionados principalmente por corrientes subterráneas.

### Clima
Su principal clima es el cálido subhúmedo; con lluvias en verano y sin cambio térmico invernal bien definido. La temperatura media anual es de 26.3°C, la máxima se registra en el mes de mayo y la mínima se registra en enero. El régimen de lluvias se registra entre los meses de mayo y julio, contando con una precipitación media de 60.7 milímetros.

## Cultura

### Sitios de interés
- Hacienda Ycman.
- Iglesia de San Pedro Apóstol.

### Fiestas
Fiestas civiles
- Aniversario de la Independencia de México: 16 de septiembre.
- Aniversario de la Revolución mexicana: El 20 de noviembre.

Fiestas religiosas
- Semana Santa: Jueves y Viernes Santo.
- Día de la Santa Cruz: 3 de mayo.
- Fiesta en honor de la Virgen de Guadalupe: 12 de diciembre.
- Día de Muertos: 2 de noviembre.
- Fiesta en honor de la Virgen de la Inmaculada Concepción: del 28 de noviembre al 8 de diciembre.

## Gobierno
Su forma de gobierno es democrática y depende del gobierno estatal y federal; se realizan elecciones cada 3 años, en donde se elige al presidente municipal y su gabinete. El municipio cuenta con 6 localidades, las cuales dependen directamente de la cabecera del municipio, las más importantes son:  Chapab (cabecera municipal), Citincabchén, Hunabchén, Xaybé y Rosa Alvarado.

## Historia
En el transcurso de la época de las conquistas de los españoles en América, habitaban grupos indígenas en toda la región. Los pobladores eran nómadas, es decir, se veían en la necesidad de trasladarse a otro sitio cada determinado tiempo. Uno de los grupos mayas se estableció alrededor de un cenote llamado Yacman, ya que su principal preocupación era el agua. Más tarde, las especies de animales se fueron exterminando, por lo que este grupo maya emprendió un nuevo viaje a encontrar otro lugar en donde vivir. Rodeada de cerros, y con un buen tipo de suelo, llamaron k’ankab-tsek’el al nuevo sitio en donde se quedarían. Aunque había muy buenas especies de cacería, carecían de agua. Por lo que empezó su preocupación. Un día siete mayas salieron en busca de alimentos en la cacería como era de costumbre; uno de ellos llamado Ek Balam se perdió de su grupo, por lo que sus compañeros empezaron a buscarlo, soplando caracoles huecos para encontrarlo. De pronto llegaron  a un lugar en donde escucharon cierto ruido bajo la tierra, por lo que empezaron a escarbar debajo de la tierra, entre algunas piedras encontrando miel silvestre. Al hacerlo, escucharon cierto ruido, tal que fue escuchado por algunos españoles que por ahí pasaban. Al encontrarse con ellos, los mayas empezaron a temer. Los españoles, por medio de señas les comunicaban que venían en son de paz, pero los mayas no entendían se limitaron a contestar «Chak kab». Los españoles no entendían este nuevo idioma para ellos, por lo que apuntaron en su agenda y continuaron su camino. Por su parte, el grupo de exploradores mayas siguieron escarbando encontrando con que era un cenote a un costado del cual creyeron encontrar a su amigo Ek Balam convertido en estatua de piedra. Los mayas pensaron en establecerse definitivamente ahí, donde erigieron un templo rústico al lado del pozo. Más tarde, llegaron otros españoles identificando a la población como “Ch’ak kab”, por información anterior de sus compañeros. Intentaron comunicarse con ellos pero ninguno de las dos culturas se entendía. Los españoles solo llegaron a percibir las palabras ya conocidas como “Chak kab”, consolidándose más el nombre de la región. Al final, entre señas, el grupo maya aceptó a los españoles con la única condición de que les hicieran un templo más grande para Ek Balam, su Dios. Los españoles aceptaron dicha petición y fue construido mucho más grande que el anterior en 1753, cambiando únicamente de Ek Balam (maya) a Pedro (español) como deidad principal de aquel lugar. Después de la construcción de la iglesia fueron inmigrando más habitantes mezclándose dos razas y dando lugar al mestizaje.